# Авторство посланий Павла
Авторство посланий апостола Павла — дискуссии по поводу посланий, приписываемых святому апостолу Павлу. В Новом Завете имеется 14 посланий, авторство которых традиционно приписывается апостолу Павлу. Среди специалистов принято считать бесспорным авторство Павла относительно семи посланий: к Римлянам, 1-е и 2-е к Коринфянам, к Галатам, к Филиппийцам, 1-е к Фессалоникийцам и послание к Филимону, называемые протопаулинистскими (прото (перво) − павловыми).
Авторство ещё шести посланий является предметом дискуссий: к Колоссянам, к Ефесянам, 2-е к Фессалоникийцам, 1-е и 2-е к Тимофею и послание к Титу. Эти послания называются девтеропаулинистскими (девтеро (второ) — павловыми). По поводу авторства посланий к Колоссянам и 2-го к Фессалоникийцам академическое мнение резко разделяется, одни считают их не принадлежащими апостолу Павлу, другие признают их точно Павловыми. Другие четыре послания — к Ефесянам, 1-е и 2-е к Тимофею и послание к Титу — большинство сторонников критической школы считают псевдоэпиграфами, то есть написанными неизвестными авторами под именем Павла.
Принадлежность апостолу Павлу послания к Евреям современная западная библейская критика отвергает.
Для решения вопроса об авторстве его посланий применяются различные научные методы, в том числе стилеметрический анализ, когда изучают пропорциональное соотношение длины предложений, вариации в их длине, расположение ключевых слов и т. д. Согласно Брюсу Мецгеру, в настоящее время всё большее число современных ученых, имеющих разные богословские позиции, на основании полного стилеметрического анализа посланий приводят доводы в пользу принадлежности апостолу Павлу всех прото- и девтеро-павловых посланий. Основываясь на большом количестве разнообразных стилистических индикаторов посланий (около 90), исследователь Нового Завета сэр Энтони Кенни полагает, что «нет причин отвергать гипотезу, что из всего корпуса Павловых посланий двенадцать — дело рук одного разностороннего автора».
Павлу также приписываются некоторые послания, не входящие в Новый Завет. Это Послание к Лаодикийцам и 3-е послание к Коринфянам.

## Критерии авторства
Для определения авторства того или иного библейского текста исследователи используют ряд методов историографии и библейской критики. Ниже описаны основные методы, используемые при оценке авторства посланий апостола Павла.

### Внутренние признаки
Этот вид признаков подлинности опирается на утверждения, прямые или косвенные, содержащиеся в самом тексте посланий, такие как автобиографические детали, сообщаемые автором. Отсутствие же таких деталей свидетельствуют о сомнительности авторства. Например, в «Послании к евреям» автор ничего о себе не сообщает, что дало повод исследователям, начиная с Оригена Александрийского, жившего в III в н. э., усомниться в авторстве послания.

### Внешние признаки
Состоят в наличии ссылок на текст, явных или неявных, авторов других текстов, ныне утерянных. Явные ссылки — это упоминания названия изучаемого послания или его узнаваемой части. Примерами являются общепризнанные библейские тексты, такие как Мураториев канон или ранние рукописи, такие как «папирус 46». К сожалению, такие источники часто сильно повреждены или написаны слишком поздно, чтобы служить надежным свидетельством.
Неявные ссылки — это цитаты из Павла, особенно косвенные или неатрибутированные, или содержащие идеи и фразы, которые появляются в его работах. Это использование подразумевает материал, взятый было в наличии на тот момент. Например, второе Послание к Фессалоникийцам упоминается Иринием, жившим в середине II века, а также Юстином-мучеником и Игнатием-Богоносцем; что позволяет датировать это послание, как написанное до указанного времени. С другой стороны, отсутствие упоминаний в исторических источниках может указывать на позднейшее авторство текста. Данный аргумент, однако, следует использовать с осторожностью, поскольку дошедший до нас корпус источников может быть неполным и, кроме того, в них могли быть внесены позднейшие исправления.

### Исторические обстоятельства
История жизни и служения святого Павла нашли отражение в деяниях Апостолов. Эти сведения используется для определения возможного авторства посланий, путем поиска биографических соответствий. Например, в послании к Филимону (1:7) Павел упоминает, что находится в заключении; исходя из этого историк Ж. Т. Робинсон (J. A. T. Robinson) заключает, что речь идет о заточении Павла в Кесарии , в то время как У. М. Рамсей (W.M.Ramsay) полагает, что речь идет о заточении в Риме; другие исследователи считают, что речь идет об в Ефесе. Трудность этого метода заключается в ограниченности надежных данных о биографии Павла. Кроме того, следует учитывать правдоподобие предположения о том, что эти сведения были составлены неким спутником святого Павла.

### Язык и стиль
Соответствие исследуемого текста с другими работами данного автора может быть проверено по элементам стиля, таким как: словарный запас, построение предложений, использование идиом и словосочетаний и так далее. Сходство стиля может указывать на общее авторство текстов и наоборот. Например, Э. Д. Гудспид утверждал, что лексика Послания к Ефесянам указывает на сходство с первым Посланием Климента, написанным примерно в конце 1-го века н. э. Перси утверждал, что речь и стиль послания к Колоссянам имеет высокую степень сходства со стилем прочих посланий Павла. Следует принимать во внимание, однако, что стиль и язык одного и того же автора могут меняться в зависимости как от обстоятельств, так и по причине развития самого автора.
Для объяснения некоторого различия в стиле посланий используется предположение, что на стиль девтеро-павловых посланий оказали влияния писцы-секретари апостола Павла. Так один из писцов по имени Тертий указан в послании к Римлянам (Рим. 16:22).

### Богословские критерии
Рассматривается последовательность и связность в богословском аспекте с другими известными работами автора. Важные богословские концепции, такие как Эсхатология или Законы Моисея, должны трактоваться в сходной манере. Последовательная трактовка может указывать на общего автора и наоборот. Например, В. Михаэлис усматривает богословское сходство между «Пастырскими посланиями» и некоторыми из бесспорных работ апостола Павла, что ученый считает аргументом в пользу авторства.
Проблема этого метода анализа заключается в согласовании различных учений в их развитии, что приводит к разногласиям между учеными. Так, Б. С. Истон считает, что богословские представления, изложенные в «Пастырских посланиях» не согласуются с таковыми из других известных работ Павла и, соответственно, отклоняет авторство «Посланий». Г. Лофинг (G. Lohfink) считает, что богословские аспекты «Посланий» согласуются с другими работами Павла, но считает что эта согласованность есть лишь прием позднейших авторов.

### На английском языке
- Bernard, J. H. The Pastoral Epistles (англ.). — 1899.
- Raymond E. Brown. Introduction to the New Testament (англ.). — New York: Anchor Bible, 1997. — ISBN 0-385-24767-2.
- Easton, B. S. The Pastoral Epistles (англ.). — 1948.
- Bart D. Ehrman. Lost Christianities: The Battles for Scripture and the Faiths We Never Knew (англ.). — New York: Oxford, 2003. — ISBN 0-19-514183-0.
- Bart D. Ehrman. The New Testament: A Historical Introduction to the Early Christian Writings (англ.). — New York: Oxford, 2004. — ISBN 0-19-515462-2.
- Bart D. Ehrman. The Orthodox Corruption of Scripture: The Effect of Early Christological Controversies on the Text of the New Testament (англ.). — New York: Oxford, 1996. — ISBN 0-19-510279-7.
- Falconer, Sir R. The Pastoral Epistles (англ.). — 1937.
- Goodspeed, E. J. Key to Ephesians (англ.). — 1956.
- Guthrie, Donald. New Testament Introduction (англ.). — Hazell Books, 1990. — ISBN 0-85111-761-9.
- Heard, Richard. An Introduction to the New Testament (англ.). — Black, 1950.
- Harrison, P. N. The Problem of the Pastoral Epistles (англ.). — 1921.
- Johnson, Luke Timothy; Todd C. Penner. The Writings of the New Testament: An Interpretation (англ.). — Augsburg Fortress Publishers[англ.], 2002. — ISBN 0-8006-3439-X.
- von Harnack, Adolf. Die Briefsammlung des Apostels Paulus (англ.). — 1926.
- James, J. D. The Genuineness and Authorship of the Pastoral Epistles (англ.). — 1906.
- Jeremias, J. Die Briefe an Timotheus und Titus (англ.). — 1952.
- Kümmel, Werner G. Introduction to the New Testament (англ.). — Abingdon Pr[англ.], 1996. — ISBN 0-687-05576-8.
- Pagels, Elaine. The Gnostic Paul: Gnostic Exegesis of the Pauline Letters (англ.). — T&T Clark, 1992. — ISBN 1-56338-039-0.
- Perrin, Norman. The New Testament, an Introduction: Proclamation and Parenesis, Myth and History (англ.). — Harcourt College Pub, 1974. — ISBN 0-15-565725-9.
- Ramsay, Sir W. M. St. Paul the Traveller (англ.). — 1920.
- Robinson, J. A. T. Redating the New Testament (англ.). — 1976.
- Schnelle, Udo. The History and Theology of the New Testament Writings (англ.). — Augsburg Fortress Publishers[англ.], 1998. — ISBN 0-8006-2952-3.
- Streeter, B. H. The Primitive Church (англ.). — 1929.

### На русском языке
- Армстронг, Карен. Святой Павел. Апостол, которого мы любим ненавидеть = St. Paul: The Apostle We Love to Hate (Icons) . — М.: Альпина Нон-фикшн, 2016. — 250 p. — 2000 экз. — ISBN 978-5-91671-601-6.
- Эрман, Барт. Великий обман. Научный взгляд на авторство священных текстов = Forged. Writing In The Name Of God – Why The Bible's Authors Are Not Who We Think They Are / Пер. с англ. С. Г. Пучков. — М.: Эксмо, 2013. — 448 с. — ISBN 978-5-699-65500-7.